# Vespiodes goldingi
Vespiodes goldingi är en tvåvingeart som först beskrevs av Joseph Charles Bequaert 1951.  Vespiodes goldingi ingår i släktet Vespiodes och familjen Mydidae.
Artens utbredningsområde är Nigeria. Inga underarter finns listade i Catalogue of Life.